# Annibale I Bentivoglio
Annibale Bentivoglio (Bolonia, 1413-ibid., 24 de junio de 1445) fue un militar y político italiano, signore de Bolonia desde 1443 hasta su asesinato. 

## Biografía

### Primeros años
|  | Armas de los Bentivoglio: Tronchado danchado, de oro y de gules. |

Annibale nació en Bolonia, hijo de Anton Galeazzo Bentivoglio y Francesca Gozzadini, aunque su filiación fue objeto de controversia entre los historiadores de siglos posteriores: en el XVI Cherubino Ghirardacci dejó escrito que su madre había tenido relaciones en la misma época con Anton Galeazzo y con Gaspare Malvezzi, y que desconociendo cuál de ellos era el padre, los dos hombres se lo jugaron a los dados, pero doscientos años después el marqués de Magliano Guido Bentivoglio, saliendo en defensa de la familia, refutó este episodio como falso.  Tuvo dos hermanas: Francesca (o Isabetta) y Costanza.

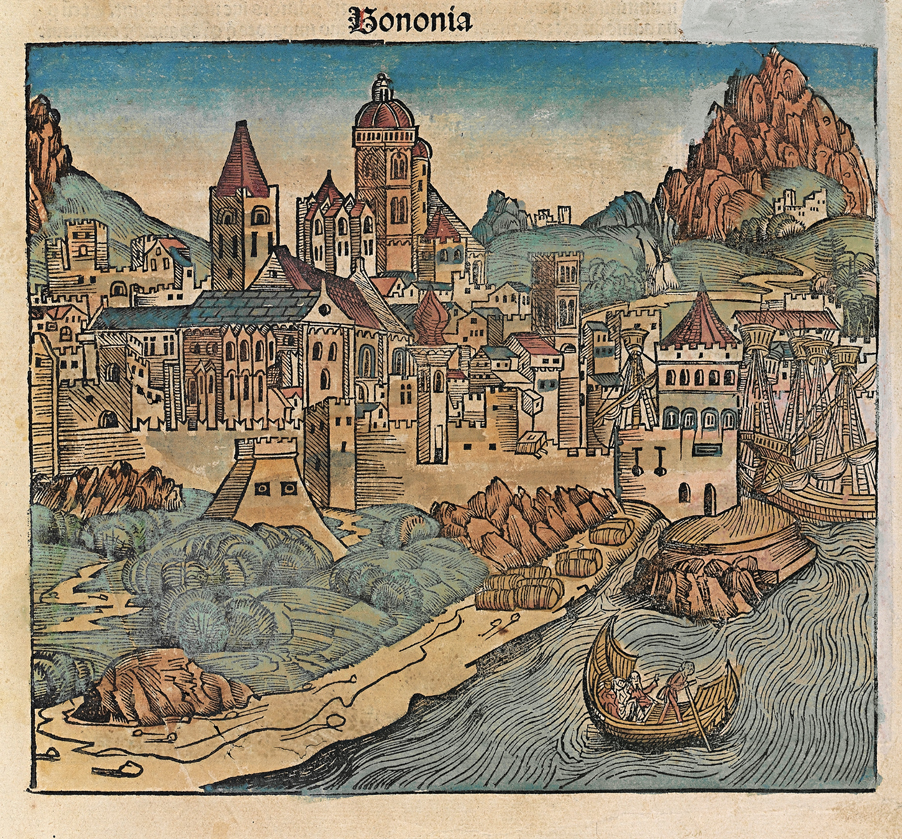
Bolonia en el s. XV.

La ciudad de Bolonia pertenecía a los Estados Pontificios, por aquel entonces bajo el pontificado de Juan XXIII e inmersos en el Cisma de Aviñón, pero en los últimos cien años había sido escenario de numerosas rebeliones en las que las grandes familias boloñesas, divididas entre güelfos y gibelinos, se habían disputado el gobierno con el apoyo de los Visconti del Ducado de Milán, la República de Venecia y la de Florencia; a principios del siglo XV las rivalidades internas enfrentaban a la familia de los Bentivoglio con la de los Canetoli, cada una con sus respectivos partidarios, llamados respectivamente los Bentivoglieschi y los Caneschi.  
En 1416 una revuelta popular declaró la independencia de Bolonia de la Santa Sede, y Anton Galeazzo fue nombrado máximo dirigente del senado boloñés.  Cuatro años más tarde otra revuelta le obligó a abandonar Bolonia, y Annibale marchó con él.  
En torno a los trece años Annibale inició su carrera militar poniéndose bajo las órdenes de Micheletto Attendolo en el ejército que Renato de Anjou dirigía contra el rey Alfonso de Aragón en las guerras del Reino de Nápoles.  
En diciembre de 1435 su padre Anton Galeazzo volvió a Bolonia después de varios años desterrado, pero veinte días después el obispo de Concordia Daniele Scoti, que por entonces ejercía como gobernador en nombre del papa Martín V, le mandó ejecutar.

### Regreso a Bolonia

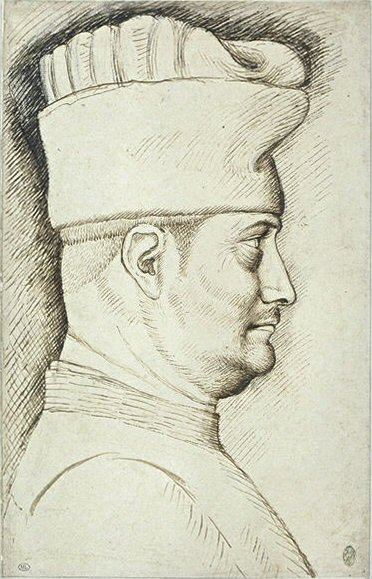
Filippo M. Visconti.

En enero de 1438 el papa Eugenio IV, que hasta entonces había residido en Bolonia, marchó al concilio de Florencia, en cisma con Félix V elegido en Basilea, y los Bentivoglieschi aprovecharon su ausencia para emprender una nueva rebelión con la ayuda del duque de Milán Filippo Maria Visconti, que en mayo envió sus tropas al mando de Niccolò Piccinino, tras lo cual este quedó como gobernador de facto ejerciendo en realidad las órdenes que le llegaban del duque.  

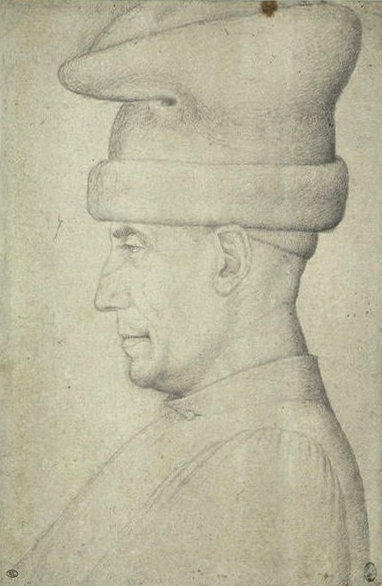
Niccolò Piccinino.

En septiembre Annibale volvió a su ciudad natal, reclamado por los parciales de su difunto padre; su llegada levantó la suspicacia de Piccinino, que en febrero de 1439 permitió el regreso de los Canetoli, exiliados hacía tiempo, buscando contrabalancear la influencia de Bentivoglio sobre sus conciudadanos.
La antigua enemistad entre Bentivoglieschi y Caneschi se acentuó con la presencia de ambas familias en la ciudad, pero la violencia fue frecuente también dentro de cada facción; en 1440 Annibale asesinó a Raffaele Foscarari, antiguo aliado de los Bentivoglio, y Piccinino le dejó marchar impune.  Entretanto la ciudad padecía un estado lamentable: la sequía de aquel año arruinó las cosechas, las arcas municipales vacías y las exigencias económicas de Piccinino hicieron necesario que el senado implantara nuevos impuestos, la guerra entre Milán y Florencia alcanzaba el territorio boloñés, los Caneschi intentaron meter en Bolonia las tropas de Francesco Sforza, y poco después el cardenal Vitelleschi intentó meter las de la Iglesia, en ambos casos sin éxito.  El duque Visconti, que aspiraba a hacerse con el completo dominio de la ciudad, dejó de favorecer a los Canetoli y estableció una aparente alianza matrimonial con los Bentivoglio, concertando el matrimonio de su prima Donnina Visconti con Annibale.  Niccolò Piccinino, ocupado en las guerras de la región, delegó el gobierno en manos de su hijo Francesco, aunque siguió desempeñando sus funciones desde la distancia.

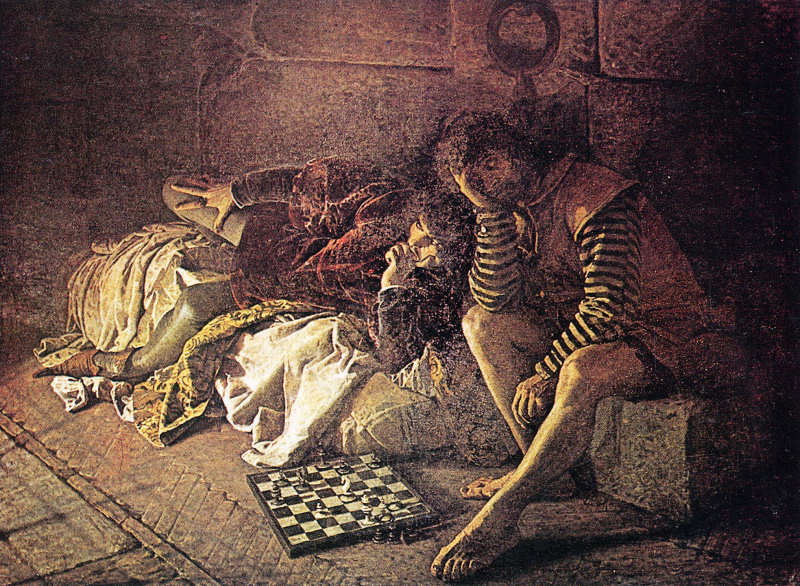
Annibale Bentivoglio preso en el castillo de Varano.

### Prisión
En mayo de 1442 Annibale intervino junto a Piccinino en la expedición militar contra Forlì, en poder de Francesco Sforza.  Ya para entonces su buena reputación en Bolonia estaba ampliamente reconocida entre la población, y considerándole un peligro para el dominio visconteo de la ciudad, Piccinino mandó a su hijo Francesco que lo hiciera arrestar.  En octubre de 1442 Annibale fue detenido y enviado preso al castillo de Varano «con hierros en los pies», mientras sus amigos Gasparo y Achille Malvezzi corrían la misma suerte en Pellegrino y Val di Taro.  
Las gestiones que el senado hizo para su liberación resultaron infructuosas: Niccolò Piccinino, su hijo Francesco y el duque Visconti respondieron con vaguedades, afirmando su amistad con Bolonia pero postergando la decisión de la liberación de Annibale.  Se encontraba preso cuando nació su hijo Giovanni en febrero de 1443. 

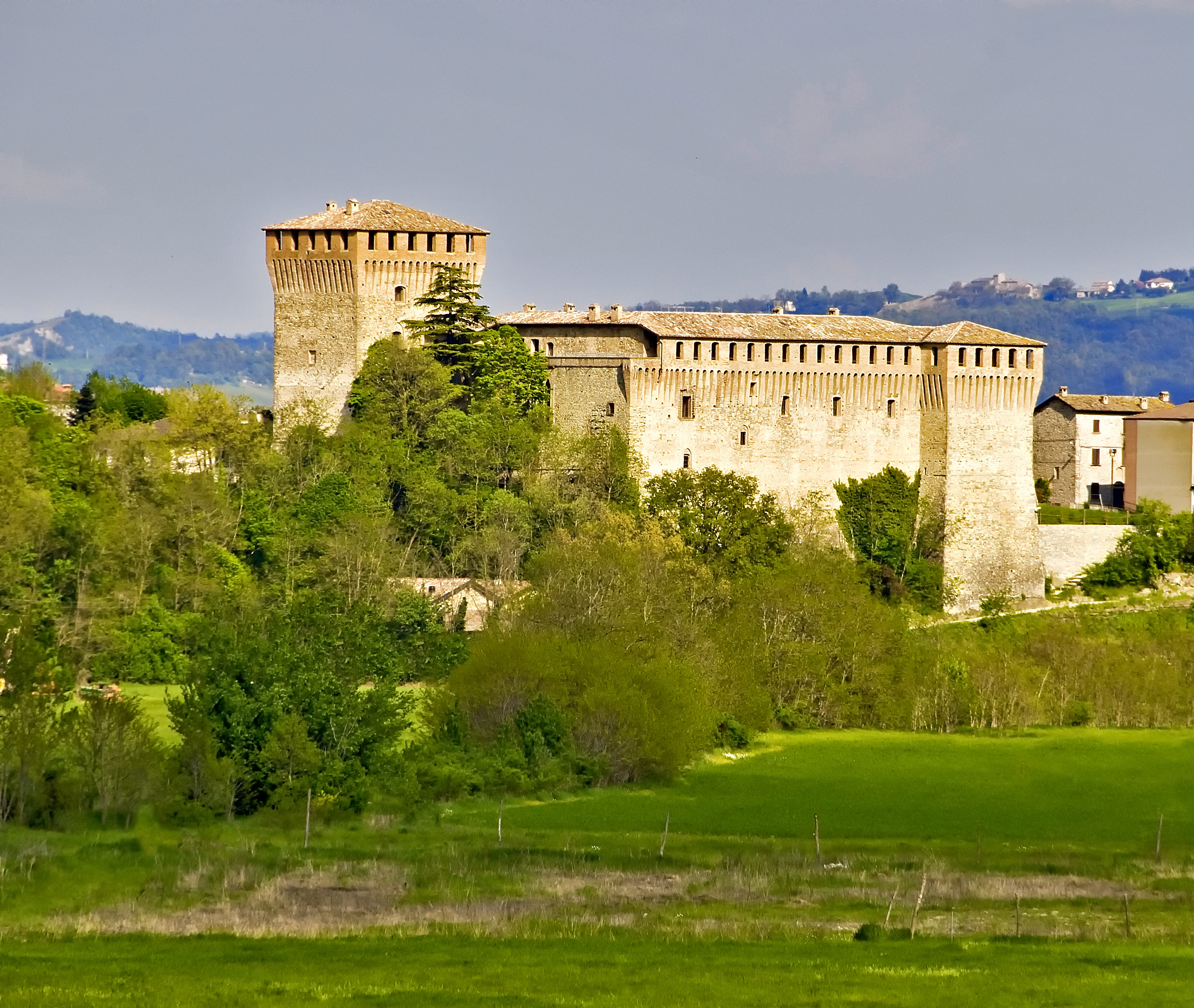
Castillo de Varano.

### Fuga y toma del gobierno
En junio de 1443 Galeazzo Marescotti y otros cuatro hombres viajaron hasta el castillo de Varano, escalaron sus murallas y en una accidentada fuga consiguieron sacar a Annibale de su prisión y devolverlo a Bolonia.  El día siguiente Annibale, sus cómplices y partidarios y un numeroso grupo de boloñeses descontentos con el gobierno milanés atacaron el Palazzo del Comune, apresaron a Francesco Piccinino, asediaron y demolieron el Castello di Galliera y solicitaron la ayuda de Florencia y Venecia contra los ataques de Milán.
En agosto Annibale organizó a la población boloñesa y dirigió una expedición militar en la que consiguió derrotar a las tropas de Luigi dal Verme en San Giorgio, y como consecuencia se rindieron casi todos los castillos que los milaneses mantenían bajo su control.  Francesco Piccinino fue intercambiado por los Malvezzi. 
A partir de aquel episodio Annibale quedó como signore de la ciudad, reputado como el primer ciudadano aunque sin ninguna autoridad política formal, y el senado le concedió por seis años la cartesella, un impuesto del cinco por ciento sobre los contratos de compraventa y las dotes matrimoniales.
Su gobierno en Bolonia estuvo marcado por dos objetivos principales: para reorganizar el estado interno recomendó y consiguió, contra la opinión de sus partidarios, el regreso de los Canetoli, buscando la concordia entre boloñeses contra las injerencias externas; y para defenderse de los ataques de Milán formalizó una alianza con la República de Venecia y con Cosme de Médici de República de Florencia.  La derrota de Francesco Piccinino por Francesco Sforza y la muerte de su padre Niccolò en 1444 supusieron cierto alivio a esta última amenaza.

### Asesinato y represalia
La concordia entre Bentivoglieschi y Caneschi era solo aparente.  Uno de estos últimos, Francesco Ghislieri, propuso a Annibale oficiar como padrino de bautismo de su hijo recién nacido y Annibale aceptó, ignorante de que la maniobra era en realidad una conjura contra su persona.  
El 24 de junio de 1445, festividad de San Juan Bautista, tras la celebración de la ceremonia en la iglesia de San Pietro, Ghislieri, Annibale y varios miembros de la familia Canetoli regresaban juntos a la casa del primero cuando a una señal convenida Baldassare Canetoli apuñaló a Annibale y sus secuaces lo remataron.

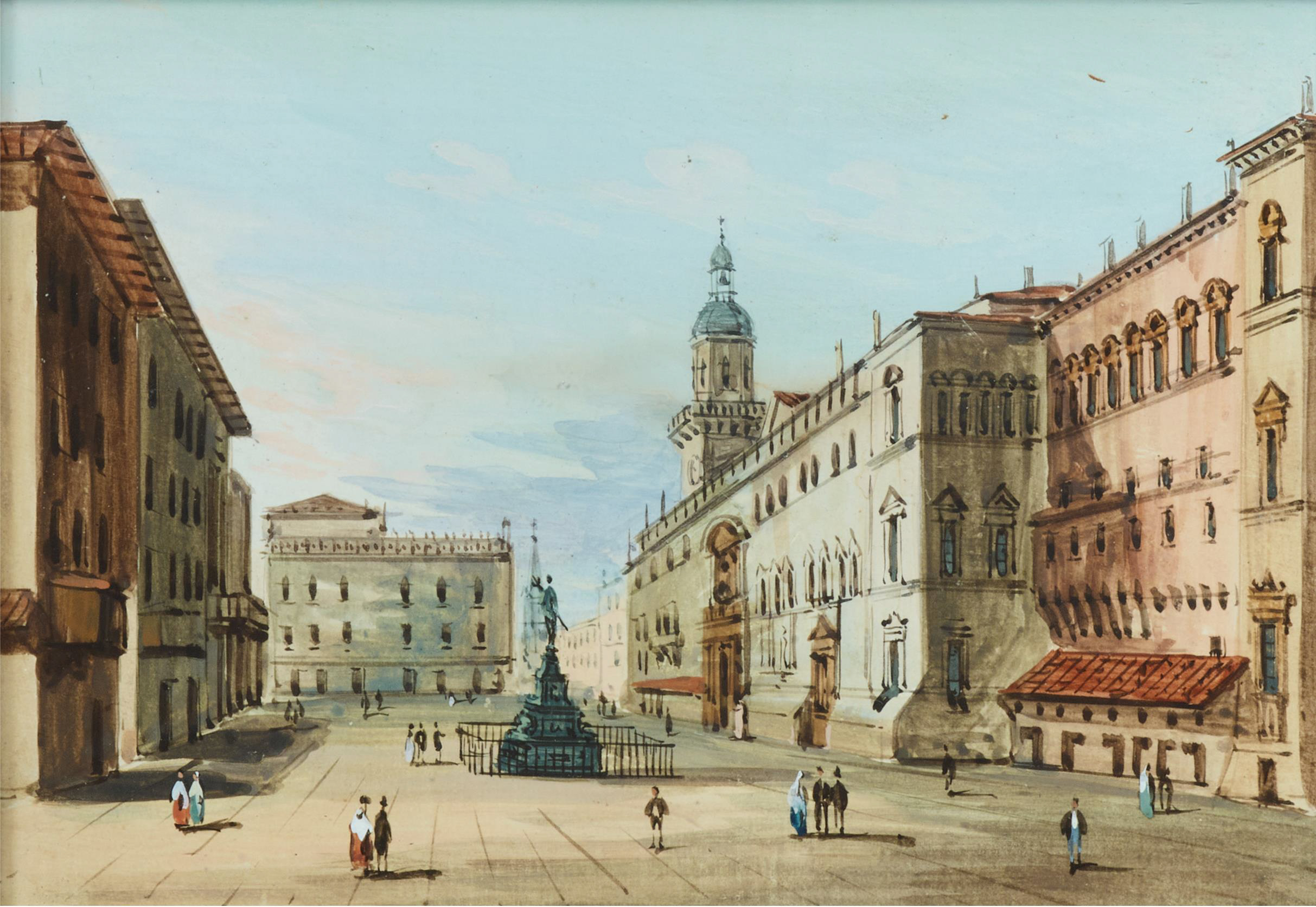
Piazza Maggiore de Bolonia.

Los Caneschi intentaron entonces tomar la ciudad por la fuerza de las armas y sublevar a la población al grito de «¡viva el pueblo y la liga!», pero cuando llegaron a la Piazza Maggiore donde se encontraba el Palazzo del Comune, sede del gobierno municipal, encontraron una numerosa tropa que para su defensa habían reunido el senado, el gonfaloniero de justicia Dionigi da Castello y el capitano del popolo Pietro Navarino, y retrocedieron a casa de Battista Canetoli.
Galeazzo Marescotti, al frente de cerca de cien hombres armados, atacó e incendió la casa de Battista Canetoli, mientras sus seguidores hacían lo mismo con los demás Caneschi por toda la ciudad.  En los tumultos de aquella jornada quedaron más de cuarenta muertos de ambos bandos y fueron destruidas más de sesenta casas y comercios; pocos días después la justicia desterró a noventa y tres personas implicadas en los hechos y ofreció recompensas por la muerte de otras veinte.

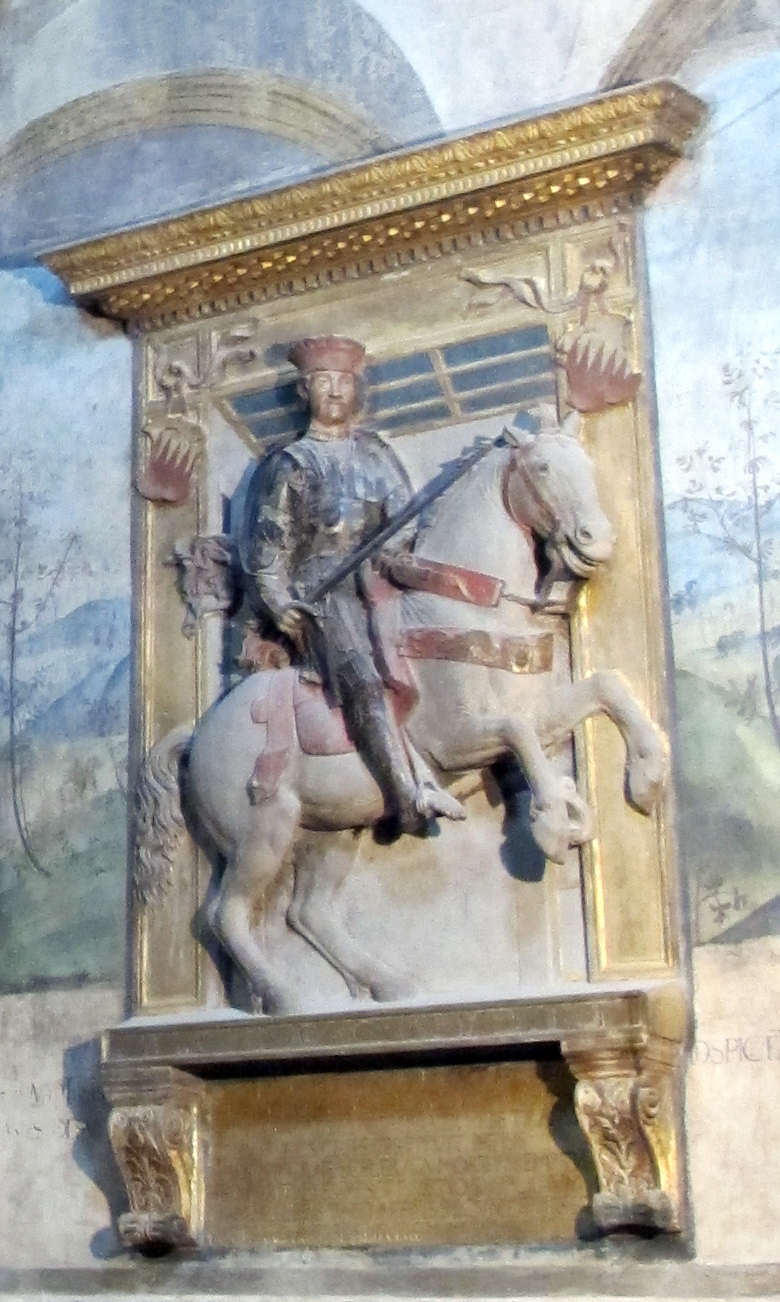
Su monumento fúnebre en San Giacomo Maggiore de Bolonia.

Annibale fue sepultado en la capilla de los Bentivoglio de la iglesia de San Giacomo Maggiore de Bolonia, donde trece años después Niccolò dell'Arca esculpió su monumento fúnebre.
| QUO NEMO UTILIOR PATRIAE NEC PACE NEC ARMIS BENTIVOLE GENTIS HANNIBAL HIC SITUS EST EXPULITIS DUDUM POSSESSA EX URBE TIRANNUM ET PROFUGOS CIVES RESTITUIT PATRIAE A QUIBUS INGRATE SCELERATA MORTE PEREMPTUS SED MERITUM SUMPSIT FACTIO SUPPLICIUM NAM SCELERIS TANTI AFFINIS QUICUNQUE FUISSET HIC FERRO AUT FLAMMA PREMIA DIGNA TULIT |

### Epílogo
Aprovechando la muerte de Annibale y la expulsión de los Canetoli, el duque de Milán planeó adueñarse de Bolonia; en julio envió a sus tropas, que conquistaron casi todas las fortalezas de los contornos y arruinaron las cosechas.  La República de Florencia y la de Venecia enviaron las suyas en ayuda de Bolonia, y los enfrentamientos se prolongaron varios años. 
La hegemonía de los Bentivoglio en Bolonia continuó tras su muerte. Puesto que su único hijo Giovanni era solo un niño de tres años, en noviembre de 1446 los Bentivoglieschi entregaron la signoria a Sante Bentivoglio, que el año siguiente puso la ciudad bajo la protección de Francesco Sforza y pactó un acuerdo con el papa Nicolás V para someterla a la Santa Sede y reconocer la autoridad del gobierno al legado pontificio.
El asesino de Annibale, Baldassarre Canetoli, había conseguido huir de Bolonia en los disturbios de 1445, pero cuando tres años después participaba en el saqueo de Crevalcore fue hecho preso por Astorre Manfredi, quien le entregó a los Bentivoglieschi a cambio de 3000 ducados.  En diciembre de 1448 fue decapitado en el mismo lugar donde había asesinado a Annibale y su cuerpo colgado por los pies durante varios días.